# Anomiopus virescens
Anomiopus virescens là một loài bọ cánh cứng trong họ Bọ hung (Scarabaeidae).